# ديفيد هيرمان (ممثل)
ديفيد هيرمان (بالإنجليزية: David Herman)‏ هو ممثل وكوميديان أمريكي ولد في 20 فبراير 1967. قام بدور الحكم في فيلم الركل والصراخ.

## روابط خارجية
- دايفيد هيرمان على موقع IMDb (الإنجليزية)
- دايفيد هيرمان على موقع ألو سيني (الفرنسية)
- دايفيد هيرمان على موقع ميوزك برينز (الإنجليزية)
- دايفيد هيرمان على موقع أول موفي (الإنجليزية)
- دايفيد هيرمان على موقع قاعدة بيانات الأفلام السويدية (السويدية)
- دايفيد هيرمان على موقع إن إن دي بي (الإنجليزية)
- دايفيد هيرمان على موقع قاعدة بيانات الفيلم (الإنجليزية)
- دايفيد هيرمان على موقع كينوبويسك (الروسية)